# Lepadella biloba
Lepadella biloba is een raderdiertjessoort uit de familie Lepadellidae. De wetenschappelijke naam van deze soort is voor het eerst geldig gepubliceerd in 1958 door Hauer.